# مايكل أوليفيرا
مايكل أوليفيرا (بالبرتغالية: Michael Oliveira‏) مواليد 24 أبريل 1990 في ساو باولو، البرازيل، هو ملاكم محترف برازيلي يصنف ضمن فئة الوزن المتوسط بدأ مسيرته الاحترافية سنة 2008 حيث انتصر في نزاله الأول.

## المسيرة الاحترافية
من نزالاته:
- خسر أمام أسيلينو فريتاس بالضربة الفنية القاضية (02-06-2012).

## إحصائيات
خاض خلال مسيرته 23 نزالا، فاز في 21 ولم يتعادل وخسر في 2. فاز بالضربة القاضية في 16 نزالا.

## وصلات خارجية
- مايكل أوليفيرا على موقع بوكس ريك (الإنجليزية) (registration required)

- الموقع الرسمي